# 5-й отдельный тяжёлый танковый полк (СССР, 1934)

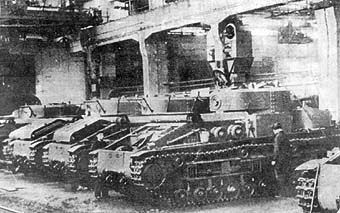
Сборка основных танков Т-28 в цехе Кировского завода, Ленинград, 1935 год.

Отдельный учебный танковый полк Резерва Главного Командования — отдельная (центрального подчинения — Резерва Главного Командования) воинская часть механизированных войск РККА Вооружённых Сил Союза ССР.
Сокращённое действительное наименование — оутп РГК.

## История
Кировский завод в г. Ленинграде выпускал основные средние танки Т-28 серийно, что позволило сформировать новые части мехвойск. К 1 ноября 1934 года Харьковский паровозостроительный завод имени Коминтерна, директор завода тов. Бондаренко, собрал шесть танков Т-35А. По указанию Наркома обороны Союза ССР танки были железнодорожным транспортом доставлены в столицу государства город Москва для участия в военном параде 7 ноября.
Отдельный учебный танковый полк (по счёту от стал 5-м тп) сформирован в Украинском военном округе в г. Харькове Украинской ССР предположительно в конце 1934 года. Полк входил в состав войск Резерва Главного Командования (далее РГК). Полк должен был иметь на вооружении средние танки Т-28 и основные тяжёлые танки Т-35А. Командир полка Феликс Казимирович Ольшак. Дислоцировался в г. Харькове на ст. Ивановка.
К концу 1934 года Харьковским паровозостроительным заводом были сданы Красной армии (РККА) ещё четыре боевые машины Т-35А. Таким образом, на основном вооружении полка были прототип Т-35-2 (выпуска 1933 года) и Т-35А (выпуска 1934 года) — 10 штук.
23 февраля 1935 года советский народ отпраздновал 17-ю годовщину Красной армии.
17 мая 1935 года Украинский военный округ был разделён на Киевский и Харьковский военные округа. 5-й тяжёлый танковый полк резерва главного командования?, дислоцировавшийся в г. Харьков, вошёл в состав Харьковского округа.
Красноармейцы полка активно участвовали в социалистическом соревновании за глубокое изучение и сбережение боевой техники и оружия. Оно проводилось под лозунгами: «Все коммунисты и комсомольцы — отличные стрелки!», «Ни одного отстающего в огневой подготовке!», «Комсомолец — лицом к технике!».
В округе регулярно проводились совещания ударников частей, эстафеты «За технику!», «За культуру и культурность!», смотры оружия и ударные месячники в боевой и политической подготовке, военно-технический экзамен, слёты воинов-стахановцев. Командиры и красноармейцы полка занимались рационализаторской и изобретательской работой.
Повышался уровень знаний командиров. Командирская подготовка проводится в объёме 42 часов.
На занятиях и учениях танкисты учились воевать в соответствии с «Временной инструкцией по организации глубокого боя» (1933 года) разработанную под руководством Начальника Генерального штаба Красной армии А. И. Егорова.
12 — 17 сентября 1935 года в округе проводились тактические учения. Они вошли в историю Советских Вооруженных Сил под названием больших Киевских манёвров. В них участвовали все рода войск: стрелковые, конница, воздушно-десантные, артиллерийские, бронетанковые, авиационные части и соединения. На этих манёврах отрабатывались прорыв укреплённой оборонительной полосы стрелковым корпусом, усиленным танковыми батальонами и артиллерией РГК, развитие прорыва кавалерийским корпусом, применение крупного авиадесанта, манёвр механизированного корпуса совместно с кавалерийской дивизией с целью окружения и уничтожения в своём тылу прорвавшейся группы противника. Впервые в Европе проверялась теория глубокого боя и глубокой операции.
В ходе учений большую физическую нагрузку выдержали красноармейцы всех родов войск. Стрелковые полки с «боями» совершали переходы по 30 — 40 км в сутки. Танковые части прошли в общей сложности до 650 км.
Организация полка за время существования претерпела несколько изменений. К концу 1935 года танковый полк состоял из трёх танковых батальонов по 30 танков в каждом. На их основное вооружение поступали средние танки Т-28 и тяжёлые танки Т-35А.
12 декабря 1935 года на базе полка в Харьковском военном округе в г. Харькове началось формирование 5-й отдельной тяжёлой танковой бригады.

## Полное наименование
Полное действительное наименование — Отдельный учебный танковый полк.

## Дислокация
Дислоцировался оутп в округах:
- Украинский военный округ (1934 — 17.05.1935).
- Харьковский военный округ (17.05 — 12.12.1935).

## Командование
Командир полка:
- Ольшак, Феликс Казимирович[1].

## Состав
В конце 1935:
- - управление полка
  - 1-й танковый батальон
  - 2-й танковый батальон
  - 3-й танковый батальон